# Nouveau Parti progressiste (Porto Rico)
Pour les articles homonymes, voir Nouveau parti progressiste.
Le Nouveau Parti progressiste (en espagnol : Partido Nuevo Progresista, abrégé en PNP et en anglais : New Progressive Party, abrégé en NPP) est un parti politique portoricain.

## Liste des présidents
- 1967–1974 : Luis A. Ferré
- 1974–1987 : Carlos Romero Barceló
- 1987–1988 : Baltasar Corrada del Río
- 1988–1989 : Ramón Luis Rivera
- 1989–1991 : Carlos Romero Barceló
- 1991–1999 : Pedro Rosselló
- 1999–2000 : Carlos Pesquera
- 2000–2001 : Norma Burgos
- 2001–2001 : Leonides Díaz Urbina
- 2001–2003 : Carlos Pesquera
- 2003–2008 : Pedro Rosselló
- 2008–2013 : Luis Fortuño
- 2013–2016 : Pedro Pierluisi
- 2016–2019 : Ricardo Rosselló
- 2019–2020 : Thomas Rivera Schatz
- 2020–2024 : Pedro Pierluisi
- depuis 2024 : Jenniffer González

## Résultats électoraux

### Assemblée législative de Porto Rico
| Année | Sièges  |
| ----- | ------- |
| 1968  | 25 / 51 |
| 1972  | 15 / 51 |
| 1976  | 33 / 51 |
| 1980  | 25 / 51 |
| 1984  | 16 / 51 |
| 1988  | 15 / 51 |
| 1992  | 35 / 51 |
| 1996  | 37 / 51 |
| 2000  | 20 / 51 |
| 2004  | 32 / 51 |
| 2008  | 37 / 51 |
| 2012  | 23 / 51 |
| 2016  | 34 / 51 |
| 2020  | 21 / 51 |

| Année | Sièges  |
| ----- | ------- |
| 1968  | 12 / 27 |
| 1972  | 8 / 29  |
| 1976  | 14 / 27 |
| 1980  | 12 / 27 |
| 1984  | 8 / 27  |
| 1988  | 8 / 27  |
| 1992  | 20 / 29 |
| 1996  | 19 / 28 |
| 2000  | 19 / 28 |
| 2004  | 18 / 27 |
| 2008  | 22 / 27 |
| 2012  | 8 / 27  |
| 2016  | 21 / 30 |
| 2020  | 9 / 27  |

### Gouverneur de Porto Rico
| Année | Candidat                 | Voix      | %    | Élu |
| ----- | ------------------------ | --------- | ---- | --- |
| 1968  | Luis A. Ferré            | 400 815   | 43,6 | Oui |
| 1972  | Luis A. Ferré            | 563 609   | 43,4 | Non |
| 1976  | Carlos Romero Barceló    | 703 968   | 48,3 | Oui |
| 1980  | Carlos Romero Barceló    | 759 926   | 47,2 | Oui |
| 1984  | Carlos Romero Barceló    | 768 959   | 44,6 | Non |
| 1988  | Baltasar Corrada del Río | 820 342   | 45,8 | Non |
| 1992  | Pedro Rosselló           | 938 969   | 49,9 | Oui |
| 1996  | Pedro Rosselló           | 1 006 331 | 51,1 | Oui |
| 2000  | Carlos Pesquera          | 919 194   | 45,7 | Non |
| 2004  | Pedro Rosselló           | 959 737   | 48,2 | Non |
| 2008  | Luis Fortuño             | 1 025 965 | 52,8 | Oui |
| 2012  | Luis Fortuño             | 884 775   | 47,1 | Non |
| 2016  | Ricardo Rosselló         | 649 791   | 41,8 | Oui |
| 2020  | Pedro Pierluisi          | 406 830   | 32,9 | Oui |
| 2024  | Jenniffer González       | 438 183   | 39,4 | Oui |

### Commissaire résident de Porto Rico
| Année | Candidat                 | Voix      | %    |
| ----- | ------------------------ | --------- | ---- |
| 1968  | Jorge Luis Córdova       | 400 815   | 43,6 |
| 1972  | Jorge Luis Córdova       | 563 609   | 43,4 |
| 1976  | Baltasar Corrada del Río | 703 968   | 48,3 |
| 1980  | Baltasar Corrada del Río | 760 484   | 47,7 |
| 1984  | Nelson Femadas           | 769 951   | 45,3 |
| 1988  | Pedro Rosselló           | 824 879   | 46,6 |
| 1992  | Carlos Romero Barceló    | 908 067   | 48,6 |
| 1996  | Carlos Romero Barceló    | 973 654   | 50,0 |
| 2000  | Carlos Romero Barceló    | 905 690   | 45,6 |
| 2004  | Luis Fortuño             | 956 828   | 48,8 |
| 2008  | Pedro Pierluisi          | 1 010 304 | 52,7 |
| 2012  | Pedro Pierluisi          | 905 066   | 48,4 |
| 2016  | Jenniffer González       | 713 605   | 48,8 |
| 2020  | Jenniffer González       | 490 273   | 40,8 |
| 2024  | William Villafañe        | 371 470   | 35,0 |